# Crossopriza lyoni
Crossopriza lyoni (лат.) — вид пауков-сенокосцев рода Crossopriza (Pholcidae). Пантропический синантропный вид, встречающийся в домах. Обладают чрезвычайно длинными хрупкими ногами, отчего их путают с настоящими сенокосцами. Длина ног может достигать 6 см, а длина тела колеблется от 2,5 до 7 мм. Их брюшко квадратной формы, если смотреть сбоку, а карапакс более или менее округлый, если смотреть сверху. Они также обладают двумя видами стридуляторных органов и имеют шесть глаз.
Исходный ареал C. lyoni неизвестен. Они были интродуцированы в другие части мира случайно и в настоящее время распространены пантропически. В некоторых странах считаются регулируемыми инвазивными видами и часто рассматриваются вредными из-за большого количества паутины, которую создают внутри домов. В целом они безвредны для человека, а некоторые считают их полезными, поскольку они являются эффективными охотниками на комаров и других членистоногих.

## История открытия и этимология
Этот вид был впервые официально описан в 1867 году британским натуралистом Джоном Блэкуоллом по коллекции пауков из Индии (Мирут, Агра и Дели). Членистоногие были получены от Фрэнсиса Лайона (Francis Lyon), капитана Королевской артиллерии Британской империи, дислоцированного в Индии. Первоначально они были отправлены его сестре, которая потом подарила их Блэкуоллу по предложению общего друга. Блэкуолл назвал паука в честь капитана Лайона и выразил надежду, что другие могут последовать примеру Лайона в сборе образцов из зарубежных стран на благо науки. Он включил этот вид в состав рода Pholcus. В 1892 году французский арахнолог Эжен Симон установил род Crossopriza и впоследствии реклассифицировал Pholcus lyoni до Crossopriza lyoni.
Crossopriza lyoni классифицируются в составе рода Crossopriza из семейства Pholcidae. Их обычно называют пауками-сенокосцами, хвостатыми длинноногими пауками, хвостатыми подвальными пауками. С. lyoni и других подвальных пауков также часто путают с двумя другими беспозвоночными — сенокосцами (отряд Opiliones) и комарами-долгоножками (семейство Tipulidae), оба из которых обладают очень длинными тонкими ногами. Однако они не имеют близкого родства с подвальными пауками-сенокосцами — последние являются двукрылыми насекомыми; а первый, хотя и паукообразный, вовсе не паук.
Блэкуолл также описал любопытный случай гермафродитизма у одного взрослого экземпляра, у которого левая сторона была мужской, а правая — женской.

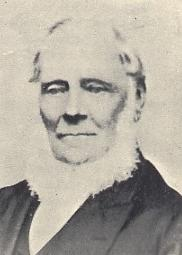
Джон Блэкуолл первым описал вид в 1867 году под именем Pholcus lyoni
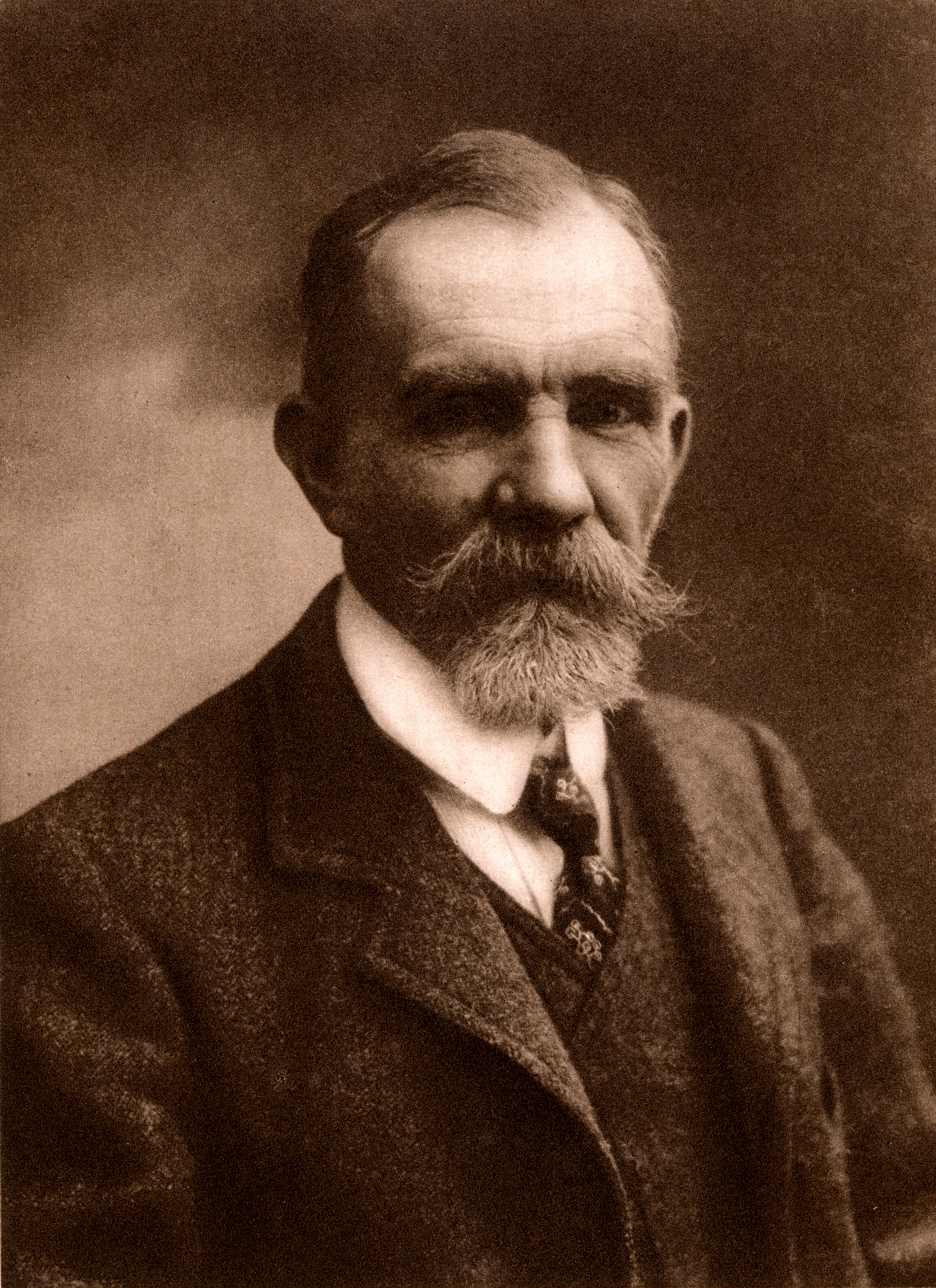
Эжен Симон, автор описания рода Crossopriza и названия Crossopriza lyoni

## Распространение
Встречается повсеместно в тропиках и субтропиках. C. lyoni — синантроп, предпочитающий жить внутри или вблизи построек, созданных человеком. Они обычно строят большие паутины неправильной формы в углах комнат, в подвалах, погребах и под потолками. Они легко переносятся человеком, особенно как случайные интродуценты на кораблях.
В результате C.lyoni был интродуцирован в большинство регионов мира, в том числе обнаружен в следующих регионах: Австралия, Азия (Вьетнам, Индия, Индонезия, Камбоджа, Китай, Лаос, Малайзия, Мьянма, Непал, Пакистан, Сингапур, Таиланд, Тайвань, Филиппины, Шри-Ланка, Япония), Африка (Бенин, Буркина-Фасо, Габон, Гамбия, Гана, Гвинея, Зимбабве, Камерун, Кения, Кот-д’Ивуар, Мадагаскар, Мали, Нигер, Нигерия, Сенегал, Судан, Сьерра-Леоне, Танзания, Уганда, Чад, Эфиопия), Европа (Германия), Северная (Доминиканская Республика, Никарагуа, США) и Южная Америка (Аргентина, Бразилия, Венесуэла, Колумбия, Парагвай) и некоторые острова Океании (Микронезия, Папуа — Новая Гвинея).
Место их происхождения неизвестно, но предположительно это Африка, где род Crossopriza имеет наибольшее видовое разнообразие, или Азия.

## Описание
Мелкие пауки-сенокосцы, длина тела около 5 мм, длина ног до 6 см. Характерен половой диморфизм. Самки C. lyoni имеют длину приблизительно от 3 до 7 мм. Самцы немного меньше, примерно от 2,5 до 6 мм в длину и имеют заметные педипальпы. Оба пола обладают чрезвычайно длинными хрупкими ногами. У самцов ноги немного длиннее, чем у самок. Длина первой пары ног у более крупных самцов может достигать 6 см. Ноги от серого до янтарного цвета, покрыты многочисленными мелкими продольными коричневыми пятнами. Коленные суставы коричневые, а концы бёдер и голеней опоясаны белым. Самцы также обладают серией от 20 до 25 шипов (макросет) на бёдрах. Их формула ног — I, II, IV, III: передняя пара ног самая длинная, а третья пара самая короткая.
Головогрудь шире своей длины, имеет цвет от серовато-белого до бледно-янтарного. Карапакс имеет почти круглую форму. В середине верхней поверхности находятся углубление (называемое грудной ямкой) и более тёмная продольная полоса. С. lyoni, как и некоторые другие пауки-сенокосцы, имеет только шесть глаз. Они жемчужно-белого цвета и расположены на кончике головогруди двумя группами по три.
Брюшко (опистосома) серое с белыми поперечными полосами и различными тёмными и светлыми пятнами на боках и верхней поверхности. Неправильная более тёмная полоса проходит вдоль нижней поверхности. Брюшко угловатое, несколько коробчатое, с небольшим коническим горбом на верхней части спины.
Они также обладают двумя типами стридуляторных органов. Первый тип расположен на задних концах их головогруди (просома) в виде двух треугольных выступов. Пауки протирают эти структуры соответствующей парой склеротизированных пластинок в передней части брюшка, производя звук. Эти структуры более выражены у самок. У пауков этого вида также есть стридуляторные структуры в виде серии небольших гребней на их хелицерах, которые трутся о педипальпы для воспроизведения звука. Второй тип более выражен у самцов.
C. lyoni можно отличить от других представителей рода по нескольким признакам: по характерной квадратной форме брюшка (у C. cylindrogaster брюшко цилиндрической формы); по наличию двух апофизов (выступающих структур) в хелицерах самцов (C. pristina, C. semicaudata и C. soudanensis имеют только по одному апофизу на каждой хелицере) или просто по географическому распространению (C. lyoni может быть найден во всём мире и является единственным представителем рода Crossopriza в Новом Свете, в то время как другие виды, такие как C. johncloudsleyi и C. nigrescens, ограничены Африкой или Ближним Востоком).
|                                                             |  |  |
| Самец Crossopriza lyoni: вид сверху, педипальпы и вид снизу |  |  |

## Экология и жизненный цикл

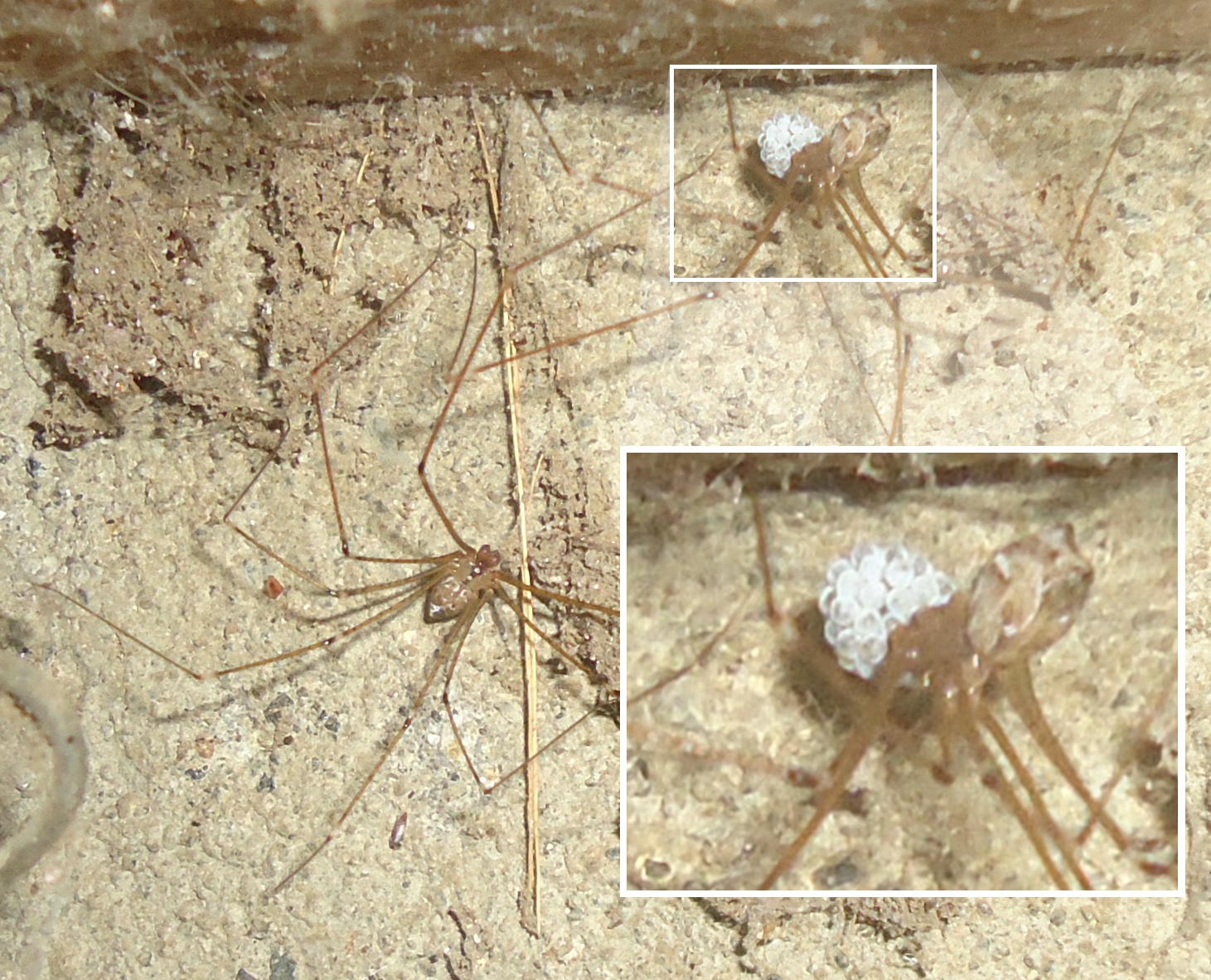
Crossopriza lyoni: слева — самец, справа самка сжимает связку яиц

Один самец C. lyoni способен спариваться с несколькими самками. Спаривание происходит следующим образом: самец вводит обе свои педипальпы в генитальное отверстие самки и переносит заранее подготовленный пакет спермы в её сперматеку. Из-за относительной короткости педипальп самцов по сравнению с длиной ног как самцов, так и самок этого вида, паукам приходится сближать свои тела, создавая впечатление «прижимания». Этот процесс длится около 40 минут. В редких случаях самки могут съесть самцов после совокупления.
Яйца откладываются самками через 5—6 дней после копуляции. Отложив яйца, самки связывают их в шар с помощью крошечного количества шёлка. Затем они зажимают получившиеся яйцевые мешочки ротовыми жвалами и носят их с собой (такое поведение характерно для всех пауков-сенокосцев). Яйца, которые каким-то образом выпадают из свободных пучков, не вылупляются. В этот период самки продолжают питаться, откладывая свою ношу на время, пока едят, а затем снова подбирая её. Они также часто меняют хватку. Зафиксированы случаи, когда самки съедали часть собственных яиц. Предполагается, что они поедают только бесплодные, так как неоплодотворённые яйца встречаются у C. lyoni достаточно часто.
Через 11—13 дней после откладки яиц из них вылупляется от 5 до 54 паучат. Паучата не сразу покидают яйца. Они вылупляются частично, но в остальном остаются в связке, которую носит их мать, по крайней мере, в течение дня. В конце концов они полностью покидают яйцо. В течение 2—3 дней после вылупления они остаются в основном неактивными до первой линьки. Паучата, отделённые от матери, созревают быстрее, чем те, которые оставались рядом. Они становятся взрослыми примерно через 80 дней после вылупления. Продолжительность жизни C. lyoni составляет не менее 194 дней (около шести с половиной месяцев).
C. lyoni — активные охотники. Вися вниз головой, они быстро ловят добычу, попавшую в их паутину. Если они достаточно голодны, они также активно преследуют добычу, которая летит близко к их паутине. Они не используют свои хелицеры во время охоты, вместо этого накидывают шёлк на добычу, а затем свободно оборачивают её задними лапами. Они кусают добычу только тогда, когда начинают питаться, что иногда может происходить через шесть дней после поимки. Они также активно чистят паутину, регулярно убирая остатки добычи. Когда сети становятся слишком грязными, они строят новые.
Только что вылупившиеся паучата так же активны, как и взрослые особи. Через 2—4 дня после первой линьки паучата уже могут одолеть комаров, в четыре раза превосходящих их по размеру. Паучата могут делиться добычей, которую поймали сами, или добычей, пойманной их матерью. Они также могут заниматься каннибализмом, охотясь на своих братьев и сестёр.
C. lyoni, как и другие подвальные пауки-сенокосцы, при угрозе яростно вращают телом по кругу. Они могут делать это очень быстро, размывая свои очертания и делая их очень трудноразличимыми. Это поведение дало этим паукам одно из их общих названий — «вибрирующие пауки» — и предположительно является адаптацией против хищников. Если это не срабатывает, они падают из своих паутин на землю или неловко убегают своей характерной длинноногой походкой.

## Значение для человека
Пауки-сенокосцы С. lyoni в целом безвредны для человека. Однако в некоторых странах считаются вредителями из-за большого количества паутины, которую они создают внутри домов, в подвалах, погребах и под потолками. В то же время они являются эффективными хищниками комаров и других членистоногих. В нескольких странах являются инвазивным видом. В отличие от большинства пауков, которые потребляют свои старые сети, прежде чем строить новые, пауки-сенокосцы просто их бросают. Часто сотни особей, представляющих разные поколения, живут в непосредственной близости друг от друга на одной территории.
Методы борьбы с ними могут быть такими же прямыми, как простое использование метлы или пылесоса для удаления паутины. Профилактические меры в основном направлены на уменьшение количества насекомых-жертв вокруг дома. Это включает в себя замену белого внешнего освещения на жёлтое или натриевое освещение — цвета, менее привлекательные для насекомых. Герметизация небольших точек входа также может предотвратить проникновение насекомых и пауков в дом. Также можно использовать инсектициды, но обычно они эффективны только в течение относительно короткого периода времени.
Некоторые авторы считают C. lyoni полезными. Взрослый С. lyoni может потреблять от 12 до 20 комаров (Aedes sp.) в день в дополнение к другим насекомым-вредителям. Их влияние на сдерживание популяций кровососущих комаров (Aedes, Anopheles, Culex и т. д.) и других вредных членистоногих переносчиков болезней для человека представляется значительным. В районах, где присутствуют болезни, переносимые комарами (такие как лихорадка денге), рекомендуется избегать уничтожения естественных популяций С. lyoni. Исследования также показали, что C. lyoni, которые поедают инфицированных вирусом денге комаров, по-видимому, сами не заражаются вирусом.
Исследование, проведённое в 2009 году, показало, что паутина C. lyoni проявляет антибактериальные свойства в отношении кишечной палочки (Escherichia coli), синегнойной палочки (Pseudomonas aeruginosa), золотистого стафилококка (Staphylococcus aureus) и других. Грамположительные бактерии были более уязвимы для белков из C. lyoni, чем грамотрицательные бактерии.
C. lyoni и другие пауки-сенокосцы часто являются предметом популярной городской легенды о том, что они являются самыми ядовитыми известными животными, но «их клыки слишком малы, чтобы проникнуть в человеческую кожу». Несмотря на то, что они обладают мощным ядом против насекомых и других пауков (например, некоторые пауки-сенокосцы охотятся на смертоносных пауков вида австралийская вдова в Австралии), их яд не опасен для человека.